# Patience Latting
Patience Sewell Latting, född 27 augusti 1918 i Texhoma i Oklahoma, död 29 december 2012 i Oklahoma City i Oklahoma, var en amerikansk demokratisk politiker.
Latting var Oklahoma Citys borgmästare 1971–1983.
Patience Sewell studerade matematik vid University of Oklahoma samt nationalekonomi och statistik vid Columbia University. Hon gifte sig 1941 med Trimble B. Latting. År 1971 blev hon den första kvinnliga borgmästaren i en amerikansk stad med över 350 000 invånare.
Latting avled i december 2012 och i början av januari 2013 blev hennes kista den första före detta borgmästarens kista som ställdes på lit de parade i Oklahoma Citys stadshus.